# Бананы (фильм)
«Бананы» (англ. Bananas) — американский художественный фильм, поставленный режиссёром Вуди Алленом по собственному сценарию. Аллен также сыграл одну из главных ролей, другую главную роль исполнила Луиза Лассер, с которой в момент съёмок Аллен находился в разводе.
Премьера фильма состоялась 28 апреля 1971 года в Нью-Йорке. Номинировался на приз Гильдии сценаристов США за лучшую комедию.

## Сюжет
Нью-йоркский контролёр за качеством потребительских товаров Филдинг Меллиш, человек робкий и издёрганный, влюбляется в Нэнси, помешанную на политике и событиях в вымышленной «банановой республике» под названием Сан-Маркос, где недавно был убит президент, а власть в стране захватил военный диктатор. Филдинг и Нэнси собираются отправиться в Сан-Маркос, но перед самым отлётом Нэнси решает расстаться с Филдингом, поскольку тому, по её мнению, недостаёт лидерских качеств. Дабы вернуть её расположение, Филдинг сам отправляется в Сан-Маркос, где включается в политическую борьбу и в итоге успешно организует переворот. Филдинга избирают президентом Сан-Маркоса. По возвращении в США, куда он отправляется за финансовой помощью, его арестовывают и судят за подрывную деятельность, но зато он вновь завоёвывает любовь Нэнси.

## В ролях
| Актёр                | Роль            |
| -------------------- | --------------- |
| Вуди Аллен           | Филдинг Меллиш  |
| Луиза Лассер         | Нэнси           |
| Карлос Монтальбан    | генерал Варгас  |
| Нати Абаскаль        | Иоланда         |
| Якобо Моралес        | Эспозито        |
| Мигель Анхель Суарес | Луис            |
| Давид Ортис          | Санчес          |
| Рене Энрикес         | Диас            |
| Сильвестр Сталлоне   | хулиган в метро |
| Говард Коселл        | камео           |
| Шарлотта Рэй         | миссис Меллиш   |
| Стэнли Аккерман      | доктор Меллиш   |

## Производство
Изначально Вуди Аллен намеревался снять фильм по сатирическому роману Ричарда Пауэлла 1966 года «Дон Кихот, США» (англ. Don Quixote, U.S.A.), однако, не сумев заручиться правами на производство фильма, решил обратиться к рассказу собственного сочинения «Viva Vargas!», написанному им в 1969 году, в котором студент колледжа отправляется в маленькую латино-американскую страну, чтобы помочь предводителю повстанцев свергнуть диктатора.
В название фильма Аллен заложил игру слов: с одной стороны действие происходит в так называемой «банановой республике», с другой — обыгрывается идиома going bananas (с англ. — «сходить с ума, помутиться рассудком»).
Фильм снимался в Нью-Йорке и Пуэрто-Рико.

## Прокат
Фильм вышел на экраны в конце апреля 1971 года и оказался коммерчески успешным, собрав в американском прокате более 11 млн долларов при производственном бюджете в 2 млн долларов.